# Мякотница
Мяко́тница (лат. Maláxis) — род многолетних травянистых растений, включённый в трибу Мякотницевые (Malaxideae) семейства Орхидные (Orchidaceae).

## Название
Научное название рода происходит от др.-греч. μαλακός — «мягкий», «нежный», что относится к внешнему виду некоторых видов мякотницы.

## Ботаническое описание
В род включены наземные, реже эпифитные многолетние травянистые растения. Корни волосистые. Стебель цилиндрический или бульбовидный, мясистый, у многих видов ползучий. Лист у многих видов единственный, однако у некоторых имеется несколько листьев.
Цветки собраны на конце стебля в густое прямое кистевидное соцветие, зелёного, жёлтого, бурого, розового или сиреневого цвета. Прицветники неопадающие. Центральный чашелистик свободный, боковые могут срастаться. Лепестки свободные. Губа прямая, цельная или разделённая на доли, без шпорца. Поллинии в количестве четырёх. Рыльце пестика полушаровидное или яйцевидное.
Некоторые представители рода (Malaxis bayardii, Malaxis calophylla, Malaxis latifolia) являются «драгоценными орхидеями» — термин, используемый для описания орхидей, чья декоративная ценность сконцентрирована преимущественно в листьях, а не в цветах.

## Ареал
Виды рода Мякотница распространены почти во всех флористических регионах, отсутствуют они лишь в Новой Зеландии.

## Таксономия
|  |                                      |  |                                                         |                                                         |                    |  | ещё 13 семейств (согласно Системе APG III) |                     |                     |                 |
|  |                                      |  |                                                         |                                                         |                    |  |                                            |                     |                     | около 175 видов |
|  |                                      |  |                                                         | порядок Спаржецветные                                   |                    |  |                                            |                     | род Мякотница       |                 |
|  |                                      |  |                                                         | порядок Спаржецветные                                   |                    |  |                                            |                     | род Мякотница       |                 |
|  | отдел Цветковые, или Покрытосеменные |  |                                                         |                                                         | семейство Орхидные |  |                                            |                     |                     |                 |
|  | отдел Цветковые, или Покрытосеменные |  |                                                         |                                                         |                    |  |                                            |                     |                     |                 |
|  |                                      |  | ещё 58 порядков цветковых растений (по Системе APG III) | ещё 58 порядков цветковых растений (по Системе APG III) |                    |  |                                            | ещё около 880 родов | ещё около 880 родов |                 |
|  |                                      |  |                                                         | ещё 58 порядков цветковых растений (по Системе APG III) |                    |  |                                            |                     | ещё около 880 родов |                 |

### Синонимы
- Achroanthes Raf., 1819, nom. rej.
- Cheiropterocephalus Barb.Rodr., 1877
- Crossoliparis Marg., 2009
- Glossochilopsis Szlach., 1995
- Kornasia Szlach., 1995
- Lisowskia Szlach., 1995
- Malaxis subg. Microstylis Nutt., 1818
- Microstylis (Nutt.) Eaton, 1822, nom. cons.
- Tamayorkis Szlach., 1995

### Виды
По информации базы данных The Plant List (2013), род включает 183 вида
.
- Malaxis discolor (Lindl.) Kuntze, 1891 — Мякотница пёстрая
- Malaxis histionantha (Link) Garay & Dunst., 1976 — Мякотница тканецветная
- Malaxis monophyllos (L.) Sw., 1800 — Мякотница однолистная
- Malaxis spicata Sw., 1788